# Neuseeländische Badmintonmeisterschaft 1931
Die Neuseeländische Badmintonmeisterschaft 1931 fand in Wellington statt. Es war die fünfte Austragung der Badmintonmeisterschaften von Neuseeland. 	

## Titelträger
| Disziplin    | Sieger                       |
| ------------ | ---------------------------- |
| Herreneinzel | G. Martin                    |
| Dameneinzel  | J. E. Ramsay                 |
| Herrendoppel | G. Martin E. J. Rishworth    |
| Damendoppel  | J. E. Ramsay C. Phillips     |
| Mixed        | E. J. Rishworth J. E. Ramsay |